# Бергквист, Дуглас
Ян Дуглас Бергквист (швед. Jan Douglas Bergqvist; 29 марта 1993, Стокгольм, Швеция) — шведский футболист, защитник чешской «Карвины».

## Биография
Бергквист родился в Стокгольме. В возрасте семи лет вместе с семьей переехал в Англию. Он играл на молодёжном уровне за «Рединг» и «Куинз Парк Рейнджерс», прежде чем присоединиться к «Олдершот Таун» в 2009 году. Бергквист наконец стал капитаном молодёжной команды в «Олдершоте», после чего выступал в аренде за «Тэтчем Таун» и «Дорчестер Таун», прежде чем дебютировал в основном составе «Олдершота» в мае 2011 года. Впоследствии снова играл на правах аренды в маленьких английских клубах, перейдя в августе 2011 в «Фарнборо», а в октябре 2012 в «Бейзингсток Таун».
Игрок подписал контракт с «Эксетером Сити» в июне 2013 года, а через несколько дней перешел в аренду у «Уэллинг Юнайтед» на весь сезон 2013/14 годов.
10 февраля 2014 года Бергквист покинул Англию, чтобы вернуться в Швецию, подписав двухлетний контракт с «Эстерсундом» на правах свободного агента. Он сделал это в рамках схемы под названием League Football Education, которая направлена на получение контрактов за рубежом для игроков в системе английской лиги, наряду с Эндрю Миллсом и Джейми Хопкаттом. С командой стал обладателем Кубка Швеции в сезоне 2016/17.
27 марта 2019 года игрок присоединился к норвежской команде «Хёугесунн» на правах аренды до 31 июля с правом выкупа. В феврале 2020 года перешел в польский клуб «Арка (Гдыня)». 22 февраля дебютировал в Экстраклассе в матче против «Ракува» (3:2) и в общей сложности до конца сезона 2019/20 провел 6 матчей, а команда заняла 14 место и вылетела в 1-ю лигу. После этого Дуглас вернулся в Швецию и стал игроком «Кальмара».
В начале 2022 года Бергквист присоединился к одесскому «Черноморцу». Стал первым шведским легионером в истории одесского клуба.